# ブラック・マーケット・クラッシュ
ブラック・マーケット・クラッシュ (Black Market Clash) は『ロンドン・コーリング』と『サンディニスタ!』の間にアメリカのみで発売されたザ・クラッシュのミニアルバム。アメリカでは輸入版以外で入手できなかった曲を集めて編集したものである。エピックが "Nu-disk" と銘打ち、ゲイリー・グリッター等とあわせ発売した10インチレコードの一枚である。
サイド1にはトゥーツ・アンド・ザ・メイタルズのカヴァー曲「プレッシャー・ドロップ」と「死の街」は1977年から1979年のB面曲で、「プレッシャー・ドロップ」についてはビル・プライスによるリミックスが施された。『白い暴動』からの「ペテン」はアメリカ盤ではカットされていた。『ブラック・マーケット・クラッシュ』リリース時にはブッカー・T&ザ・MG'sのインストルメンタル曲「タイム・イズ・タイト」を唯一収録したレコードであった。『キャピタル・レディオ EP』に収録されていた「キャピタル・レディオ・ワン」はイギリスでも非常に稀少で、このミニアルバムはイギリスのファンからも垂涎の的となった。後にバンドは新たなヴァージョンを録り直し、『コスト・オブ・リヴィングEP』に収録した。
サイド2は「バンクロバー」と「ハルマゲドン・タイム」の元曲とダブヴァージョンから成る。当初は12インチシングル用として用意された「バンクロバー」は「ロバー・ダブ」になり、「ロンドン・コーリング」輸入版12インチシングルのB面にのみ収録されていた「ハルマゲドン・タイム」は「ジャスティス・トゥナイト/キック・イット・オーヴァー」となった。
1980年代に何度か、10インチ盤と同内容で、12インチ盤とカセットで再発売された。
1991年にCDで再発売されたが、後に『スーパー・ブラック・マーケット・クラッシュ』に置き換えられた。しかし2006年後半の時点で、カナダのHMV等には在庫がある。
日本では1992年にCDが発売された。

## 収録曲
特記ない限り、ジョー・ストラマーとミック・ジョーンズの作。

### サイド1
1. キャピタル・レディオ・ワン (Capital Radio One) - 2:09
2. ザ・プリズナー (The Prisoner) -  3:00
3. プレッシャー・ドロップ (Pressure Drop)（トゥーツ・ビバート） - 3:30
4. ペテン (Cheat) - 2:06
5. 死の街 (The City of the Dead) - 2:26
6. タイム・イズ・タイト (Time Is Tight)（ブッカー・T・ジョーンズ） - 4:05

### サイド2
1. バンクロバー/ロバー・ダブ (Bankrobber/Robber Dub)（ストラマー、ジョーンズ、マイキー・ドレッド） - 6:16
2. ハルマゲドン・タイム (Armagideon Time)（ウィリアムス、ジャッキー・ミットゥ） - 3:50
3. ジャスティス・トゥナイト/キック・イット・オーヴァー (Justice Tonight/Kick It Over)"（ウィリアムス、ミットゥ） - 7:00

### メンバー
- ジョー・ストラマー - ボーカル、リズム・ギター、ピアノ
- ミック・ジョーンズ - ギター、ボーカル、ピアノ
- ポール・シムノン - ベース、ボーカル
- テリー・チャイムズ - ドラムス （「ペテン」、「キャピタル・レイディオ・ワン」）
- トッパー・ヒードン - ドラムス、パーカッション